# Кминниця звичайна
Кминниця звичайна або лазурник трилопатевий (Laser trilobum) — вид трав'янистих рослин родини окружкові (Apiaceae), поширений у Центральній і Південно-Східній Європі та в Західній Азії.

## Опис
Багаторічна рослина 50–180 см заввишки. Коренева шийка оповита залишками відмерлих листків. Стебло голе, довгасто-смугасте, з сизим нальотом, вгору гіллясте. Листки великі, прикореневі; на довгих черешках, 20–25 см завдовжки, трикутно-яйцюваті, двічі-тричі трійчасті; частки першого порядку на довгих черешках, кінцеві округло-яйцеподібні або округлі, цільні або надрізано-тупозубчасті; верхні листки більш дрібні, сидячі, з роздутими піхвами. Зонтики великі, 12–25 см в діаметрі, з 15–25 нерівними променями. Обгорточки з дрібних ланцетових листочків. Плоди еліптичні, з вузькокрилоподібними ребрами, 6–8 мм завдовжки.

## Поширення
Європа: Австрія, Чехія, Німеччина, Угорщина, Словаччина, Молдова, Україна (у т.ч. Крим), Албанія, Болгарія, Хорватія, Італія, Македонія, Чорногорія, Румунія, Сербія, Франція; Азія: Іран, Ліван, Сирія, Туреччина, Вірменія, Грузія; також культивується.
В Україні зростає в лісах, чагарниках, на кам'янистих схилах. Зростає поодиноко — в Закарпатті, Лісостепу (зх. і пд. Поділля, після перерви на Донецькому кряжі), Степу (Дніпропетровська обл., у нижній течії р. Самари), рідко; в гірському Криму, часто. Харчова, лікарська, ефіроолійна, декоративна рослина. Входить до переліків видів, які перебувають під загрозою зникнення на територіях Дніпропетровської, Донецької, Луганської, Хмельницької областей.

## Галерея

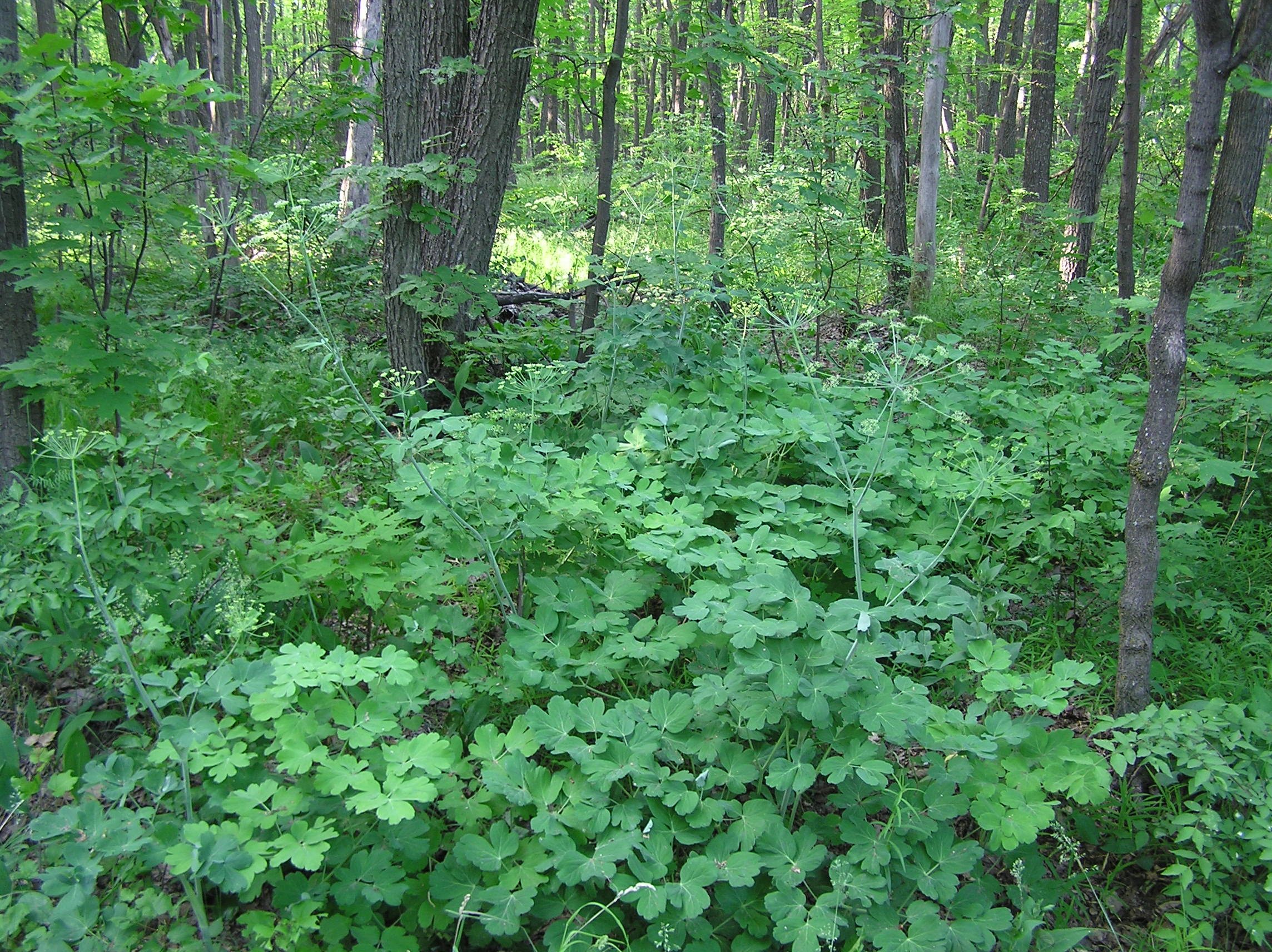
загальний вигляд
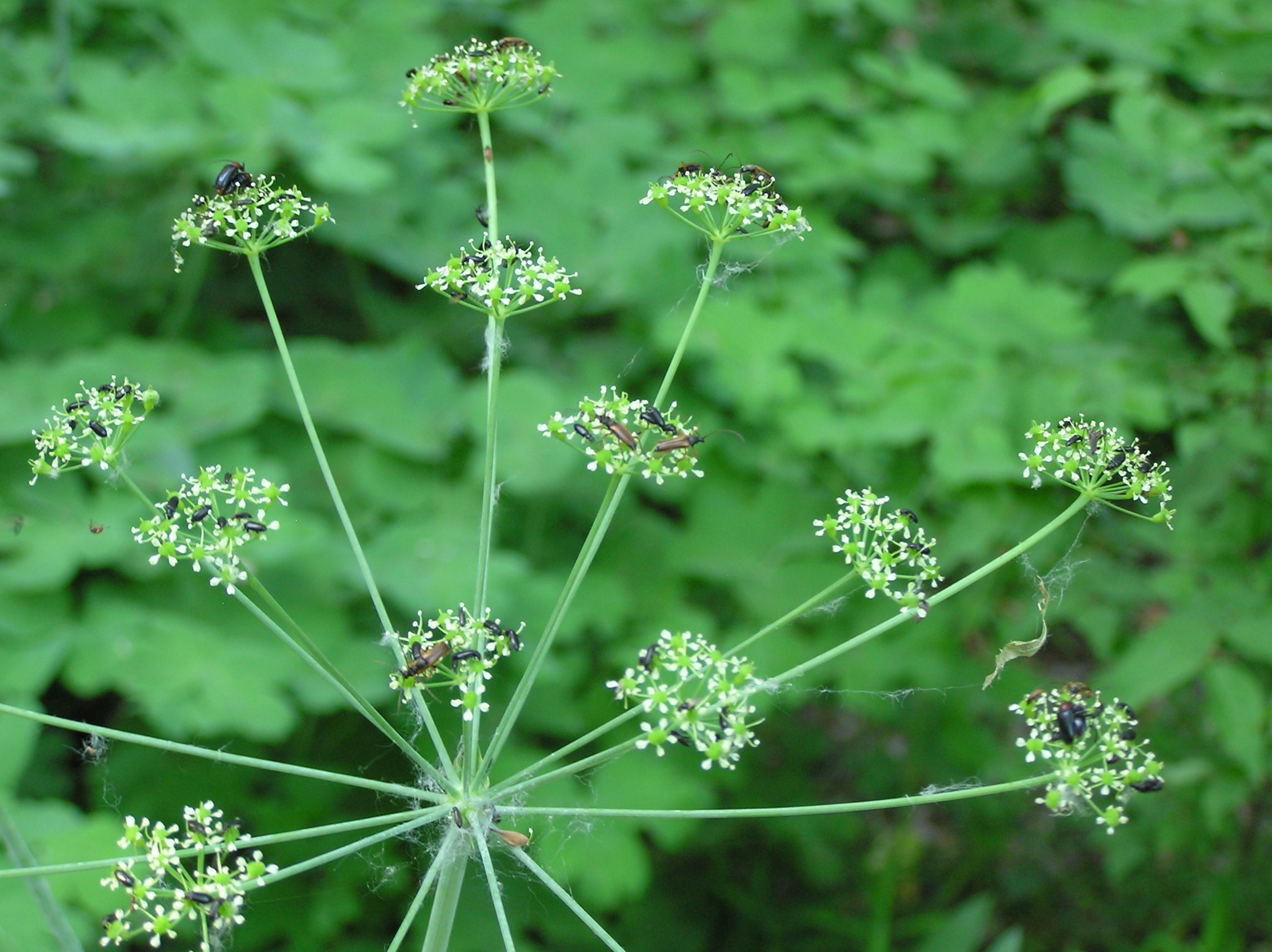
суцвіття
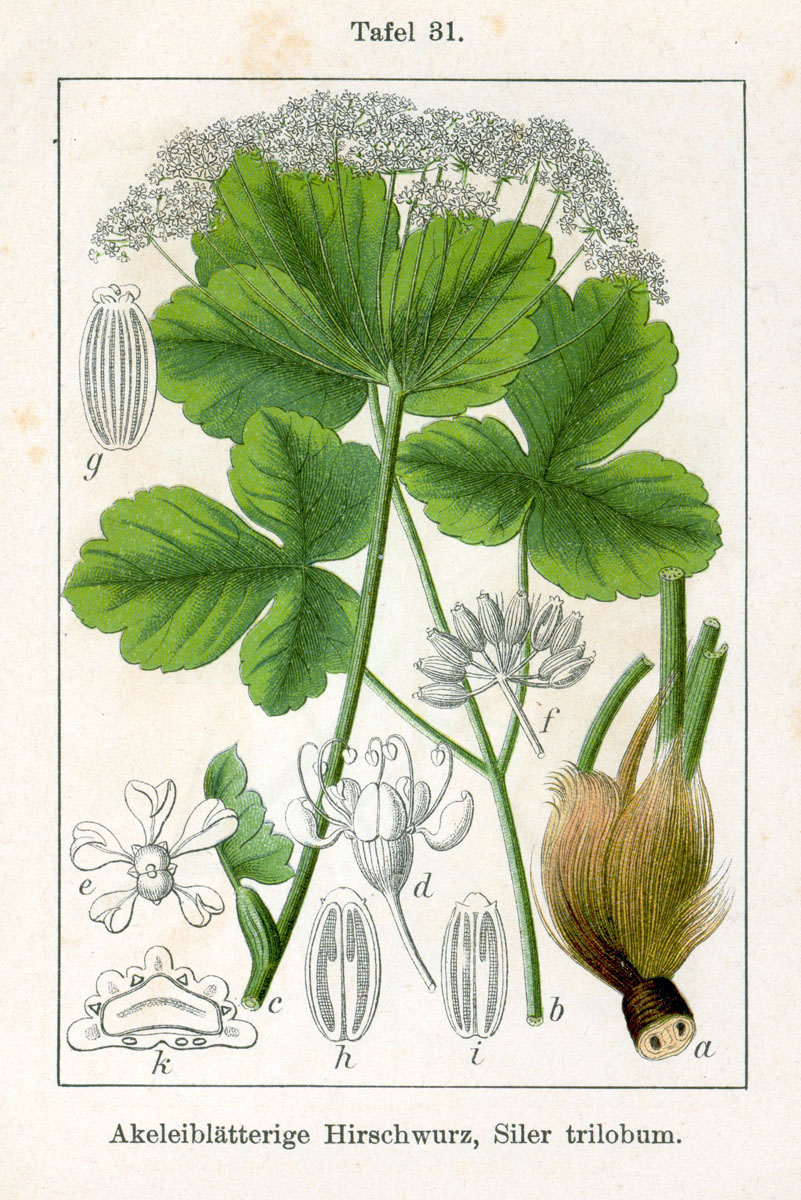
ілюстрація